# Мельгар
«Мельгар» (ісп. Foot Ball Club Melgar) — перуанський футбольний клуб, що знаходиться у місті Арекіпа. Це одна з найстаріших футбольних команд Перу, заснована 25 березня 1915 року групою любителів футболу з Арекіпи.
«Мельгар» грає домашні матчі на стадіоні «Маріано Мельгар», але оскільки домашній стадіон команди не відповідає вимогам КОНМЕБОЛ і не може приймати міжнародні матчі, то на міжнародних турнірах команда виступає на стадіоні «Монументаль».

## Історія
Команда вперше взяла участь у перуанській футбольній лізі в 1919 році в Лімі, а згодом була запрошена до першої справжньої Національної футбольної ліги — Торнео Десентралізадо, в 1966 році, коли чотири команди з провінцій були запрошені приєднатися до ліги. Окрім «Мельгара» право виступати у лізі отримали «Атлетіко Грау» з Піури, «Октавіо Еспіноза» з Іки та «Альфонсо Угарте» із Трухільйо. Раніше змагатися у національному чемпіонаті мали право лише команди з Ліми та Кальяо.
Наприкінці першого сезону «Мельгар» опинився у зоні вильоту і був виключений із чемпіонату. За час свого "вигнання" клуб грав у лізірегіону Арекіпа, яку виграв 9 разів.
Після перемоги в Кубку Перу вони повернулися до Прімери, де грають і нині. Вперше «Мельгар» виграв Прімеру в 1981 році . У сезоні 1983 року клуб фінішував першим на першій стадії, а наприкінці шість найкращих команд зіграли турнір плей-оф, щоб визначити чемпіона року, в якому «Мельгар» фінішував другим.
У 2014 році новим менеджером був призначений Хуан Рейносо. 
Він підписав таких гравців, як П'єро Альва, Неліньо Кіна, Мінзум Кіна, Луїс Ернандес, Алехандро Гоберг,  Лампрос Контогіанніс та Едгар Вільямарін, які допомогли йому здійснити вражаючу кампанію, де «Мельгар» був найкращою командою протягом усього сезону, фінішуючи 1-м у загальній таблиці, але завдяки декільком поганим результатам у фінальних матчах вони не змогли виграти плей-оф і стати чемпіонами, а пройшли лише у кваліфікацію на Південноамериканський кубок.
У 2015 році, в рік сторіччя «Мельгара» Рейносо підписав таких важливих гравців, як Рауль Руйдіас, Карлос Аскус, Джоннієр Монтаньо, Райнер Торрес і Даніель Феррейра, щоб створити вражаючу команду і боротися за титул.
Цього року «Мельгар» виграв національний чемпіонат, перемігши «Спортінг Крістал» завдяки голу Бернардо Куести на останній хвилині .

## Суперництво
FBC Melgar має давнє суперництво з «С'єнсіано», «Спортіво Уракан»,«Аурора» та «П'єрола».

## Досягнення

### Національні

#### Ліга
- Перуанська Прімера:

Переможці (2): 1981, 2015
Друге місце (2): 1983, 2016
- Апертура:

Друге місце (2): 2014, 2015
- Клаусура:

Переможці (2): 2015, 2018
- Торнео де Верано:

Переможці (1): 2017
- Кубок Перу:

Переможці (1): 1971
Друге місце (1): 1969, 1970

#### Національні кубки
- Кубок Президента Республіки :

Друге місце (1): 1970

### Регіональний
- Ліга Департаменту Арекіпа:

Переможці (6): 1965, 1967, 1968, 1969, 1970, 1971
- Чемпіонат міста Арекіпа:

Переможці (9): 1928, 1929, 1962, 1964, 1965, 1967, 1968, 1969, 1970

## Виступ у змаганнях CONMEBOL
| Турнір             | В | ЗМ | П  | Н | ПР | ЗГ | ПГ |
| ------------------ | - | -- | -- | - | -- | -- | -- |
| Кубок Лібертадорес | 6 | 36 | 10 | 3 | 23 | 29 | 60 |
| Кубок Судамерикана | 4 | 10 | 4  | 1 | 5  | 9  | 20 |
| Копа КОНМЕБОЛ      | 1 | 2  | 0  | 0 | 2  | 2  | 6  |

В = виступи, ЗМ = зіграні матчі, П = перемоги, Н = нічиї, ПР = поразки, ЗГ = забиті голи, ПГ = пропущені голи.
| Сезон | Турнір                      | Раунд         |           | Суперник                 | Вдома | В гостях | Результат      |  |
| ----- | --------------------------- | ------------- | --------- | ------------------------ | ----- | -------- | -------------- |  |
| 1982  | Кубок Лібертадорес          | Груповий етап | Перу      | Депортіво Мунісіпаль     | 2–1   | 2–0      | Друге місце    |  |
| 1982  | Кубок Лібертадорес          | Груповий етап | Парагвай  | Олімпія                  | 0–3   | 0–4      | Друге місце    |  |
| 1982  | Кубок Лібертадорес          | Груповий етап | Парагвай  | Соль де Америка          | 3–2   | 2–0      | Друге місце    |  |
| 1984  | Кубок Лібертадорес          | Груповий етап | Перу      | Спортінг Крістал         | 2–0   | 2–3      | Четверте місце |  |
| 1984  | Кубок Лібертадорес          | Груповий етап | Венесуела | Універсідад де Лос Андес | 0–1   | 0–1      | Четверте місце |  |
| 1984  | Кубок Лібертадорес          | Груповий етап | Венесуела | Португеса                | 1–2   | 0–4      | Четверте місце |  |
| 1998  | Кубок КОНМЕБОЛ              | R1            | Еквадор   | ЛДУ Кіто                 | 1–3   | 1–3      | 2–6            |  |
| 2013  | Південноамериканський кубок | Q1            | Колумбія  | Депортіво Пасто          | 2–0   | 0–3      | 2–3            |  |
| 2015  | Південноамериканський кубок | Q1            | Колумбія  | Хуніор                   | 4–0   | 0–5      | 4–5            |  |
| 2016  | Кубок Лібертадорес          | Груповий етап | Бразилія  | Атлетіку Мінейру         | 1–2   | 0–4      | Четверте місце |  |
| 2016  | Кубок Лібертадорес          | Груповий етап | Еквадор   | Індепендьєнте дель Валле | 0–1   | 0–2      | Четверте місце |  |
| 2016  | Кубок Лібертадорес          | Груповий етап | Чилі      | Коло-Коло                | 1–2   | 0–1      | Четверте місце |  |
| 2017  | Кубок Лібертадорес          | Груповий етап | Еквадор   | Емелек                   | 1–0   | 0–3      | Четверте місце |  |
| 2017  | Кубок Лібертадорес          | Груповий етап | Колумбія  | Індепендьєнте Медельїн   | 1–2   | 0–2      | Четверте місце |  |
| 2017  | Кубок Лібертадорес          | Груповий етап | Аргентина | Рівер Плейт              | 2–3   | 2–4      | Четверте місце |  |
| 2018  | Кубок Лібертадорес          | Другий раунд  | Чилі      | Сантьяго Вондерерз       | 0–1   | 1–1      | 1–2            |  |
| 2019  | Кубок Лібертадорес          | Другий раунд  | Чилі      | Універсідад де Чилі      | 1–0   | 0–0      | 1–0            |  |
| 2019  | Кубок Лібертадорес          | Третій раунд  | Венесуела | Каракас                  | 2–0   | 1–2      | 3–2            |  |
| 2019  | Кубок Лібертадорес          | Груповий етап | Аргентина | Сан-Лоренсо              | 0–0   | 0–2      | Третє місце    |  |
| 2019  | Кубок Лібертадорес          | Груповий етап | Колумбія  | Хуніор                   | 1–0   | 1–0      | Третє місце    |  |
| 2019  | Кубок Лібертадорес          | Груповий етап | Бразилія  | Палмейрас                | 0–4   | 0–3      | Третє місце    |  |
| 2019  | Південноамериканський кубок | Q2            | Еквадор   | Універсідад Католіка     | 0–0   | 0–6      | 0–6            |  |
| 2020  | Південноамериканський кубок | Q1            | Болівія   | Насьйональ (Потосі)      | 0–2   | 2–0      | 2–2 (4–3 p)    |  |
| 2020  | Південноамериканський кубок | Q2            | Бразилія  | Баїя                     | 1–0   | 0–4      | 1–4            |  |

## Визначні гравці
- Едуардо Маркес
- Армандо Паласіос
- Дженнаро Нейра
- Ернесто Нейра
- Рауль Обандо
- Густаво Бобаділья
- Вальтер Севальйос
- Ісраель Зуніга
- Бернардо Куеста
- Омар Фернандес
- Алексіс Аріас

## Дивитися також
- Арекіпа
- Маріано Мельгарехо
- Збірна Перу з футболу